# Глобочени
Глобо̀чени или Глобо̀чани (на албански: Glloboçeni) e село в Република Албания в областта Мала Преспа, област Корча, община Пустец. Към 2007 година има около 300 - 350 жители. На около час пеша от селото се намира скалната църква „Благовещение Богородично“.

## География
Селото е разположено на 10 километра североизточно от общинския център Пустец, на полуостров в Голямото Преспанско езеро и в него живеят основно хора с македонска или българска национална идентичност.

## История
За пръв път Глобочени е засвидетелствано в XV век. Дълго време името на селото е с носов изговор на ѫ, запазен в албанския вариант и затова се срещат и вариантите Гломбочени/Гломбочани и Глъмбочени/Глъмбочани. В края на XX век е чисто българско село. Според статистиката на Васил Кънчов („Македония. Етнография и статистика“) в 1900 година в Глѫмбоча (Глѫмбочани) живеят 248 българи християни.
Глобоченската кула е обявена за паметник на културата в 1973 година.
На Етнографската карта на Битолския вилает на Картографския институт в София от 1901 година Галумбуч е чисто българско село в Корчанската каза на Корчанския санджак с 25 къщи.
Всички жители Глобочени в началото на XX век са гъркомани под въховенството на Вселенската патриаршия. По данни на Екзархията в края на ΧΙΧ век в Глъмбочани (Глъмбоч) има 33 православни къщи с 319 души жители българи. Според секретаря на Българската екзархия Димитър Мишев („La Macédoine et sa Population Chrétienne“) в 1905 година в Глъбочани има 240 българи патриаршисти гъркомани.
В Екзархийската статистика за 1908/1909 година Атанас Шопов поставя Гулумбуз в списъка на „българо-патриаршеските села“ в Корчанска каза.
Според Георги Трайчев през 1911/1912 година в Глъмбочани има 33 къщи с 319 жители.
Боривое Милоевич пише в 1921 година („Южна Македония“), че Гломбоч има 30 къщи славяни християни.
В 1939 година Сотир Калешков от името на 45 български къщи в Гломбоч подписва Молбата на македонски българи до царица Йоанна, с която се иска нейната намеса за защита на българщината в Албания – по това време италиански протекторат.
В 2013 година официалното име е сменено от Голомбоч (Gollomboç) на оригиналното Глобочени (Glloboçeni).
| Година | Население |
| ------ | --------- |
| 1900   | 248       |
| 1926   | 472       |
| 1945   | 346       |
| 1960   | 217       |
| 1969   | 239       |
| 1979   | 252       |
| 1989   | 299       |
| 2000   | 294       |

## Личности
Родени в Глобочени
- Илинден Спасе (р.1934), албански писател с македонско национално съзнание
- Сотир Калешков, български общественик и революционер
- Стерьо Спасе (1914-1989), албански писател

Починали в Глобочани
- Илия Дигалов (1890 – 1922), български революционер